# Байрон-Сентер (Мічиган)
Байрон-Сентер (англ. Byron Center) — переписна місцевість (CDP) в США, в окрузі Кент штату Мічиган. Населення — 7431 особа (2020).

## Географія
Байрон-Сентер розташований за координатами 42°48′42″ пн. ш. 85°43′40″ зх. д. / 42.81167° пн. ш. 85.72778° зх. д. (42.811747, -85.727857).  За даними Бюро перепису населення США в 2010 році переписна місцевість мала площу 13,21 км², з яких 13,17 км² — суходіл та 0,05 км² — водойми.

## Демографія
Згідно з переписом 2010 року, у переписній місцевості мешкали 5822 особи в 2045 домогосподарствах у складі 1617 родин. Густота населення становила 441 особа/км².  Було 2131 помешкання (161/км²).
Расовий склад населення:
| - 95,6 % — білих - 1,0 % — азіатів - 0,9 % — чорних або афроамериканців - 0,4 % — корінних американців |

До двох чи більше рас належало 1,4 %. Частка іспаномовних становила 2,7 % від усіх жителів.
За віковим діапазоном населення розподілялося таким чином: 30,7 % — особи молодші 18 років, 55,4 % — особи у віці 18—64 років, 13,9 % — особи у віці 65 років та старші. Медіана віку мешканця становила 37,9 року. На 100 осіб жіночої статі у переписній місцевості припадало 94,4 чоловіків;  на 100 жінок у віці від 18 років та старших — 90,6 чоловіків також старших 18 років.
Середній дохід на одне домашнє господарство  становив 85 651 долар США (медіана — 65 149), а середній дохід на одну сім'ю — 94 602 долари (медіана — 70 912). Медіана доходів становила 63 486 доларів для чоловіків та 40 733 долари для жінок. За межею бідності перебувало 8,9 % осіб, у тому числі 16,6 % дітей у віці до 18 років та 4,7 % осіб у віці 65 років та старших.
Цивільне працевлаштоване населення становило 2973 особи. Основні галузі зайнятості: освіта, охорона здоров'я та соціальна допомога — 20,7 %, роздрібна торгівля — 14,1 %, виробництво — 10,3 %, науковці, спеціалісти, менеджери — 10,0 %.